# Trio Deslogères
Le Trio Deslogères est un ensemble de musique de chambre français en formation trio composé d'ondes Martenot, d'un piano et des percussions.

## Historique
Le Trio Deslogères est fondé par l'ondiste Françoise Deslogères en 1968. L'originalité de sa constitution a suscité la composition à son intention de nombreuses œuvres contemporaines.

## Membres
Les membres du Trio Deslogères étaient :
- ondes Martenot : Françoise Deslogères ;
- piano : Anne-Marie Lavilléon, Claude Bonneton, Guy Teston, Gilles Bérard ;
- percussions : Alain Jacquet, Michel Gastaud.

## Créations
L'ensemble est le créateur de plusieurs œuvres, de Pierre Ancelin (Ombres et Silhouettes, 1977), Sylvano Bussotti (Brève, 1969), François Bousch (Résonances suspensives, 1988), Roger Calmel (Simple, Double, Triple, avec orchestre, 1980), Marc Carles (Triptyque pour un songe, 1979), Charles Chaynes (Tarquinia, 1973 ; Points de rencontre pour ondes et percussions, 1976), Raymond Depraz (Trio, 1968), Jean-Paul Holstein (Suite en bleu, 1974), Georges Hugon (Labyrinthes, 1979), Nicole Lachartre (Résonance et Paradoxe, 1972), Marcel Landowski (Concerto en trio, 1976), Alain Louvier (Houles, 1971), Tomás Marco (Algaïda, 1978), Pierrette Mari (Les Travaux d'Hercule, 1973), Guy Morançon (Messe de Verlaine, 1977), Jean-Louis Petit (Fragment IV, 1988), Claude Pichaureau (Nepenthèse, 1972), Roger Tessier (Cheliak, 1977), Antoine Tisné (Visions des temps immémoriaux, 1967 ; Ragas, 1979), Alain Weber (Syllepse, 1970), notamment.